# Rodrigo Martínez (baloncestista)
Rodrigo Martínez (Rosario, Provincia de Santa Fe, 14 de noviembre de 1974) es un ex-baloncestista argentino. Actualmente se desempeña como entrenador de categorías juveniles en clubes de su ciudad natal.

## Trayectoria
Durante su etapa juvenil jugó en los Lipscomb Bisons, el equipo de baloncesto de la Universidad Lipscomb de Tennessee, perteneciente a la NAIA. Allí coincidió con su compatriota Rodrigo Pastore.
Posteriormente jugó en la Liga Nacional de Básquet de Argentina para los equipos nicoleños de Regatas y Belgrano, y en el Torneo Nacional de Ascenso para el club bonaerense Lanús.
En 2003 migró a Italia, fichado por el Pallacanestro Pavia, club de la LegaDue en el que jugaría durante cinco temporadas consecutivas. Luego actuó en el Eurobasket Broni y en el Basket Roveleto, retirándose en 2010. Ese mismo año comenzó su carrera como entrenador del SAV Vacallo Basket, siendo el asistente de Rodrigo Pastore hasta 2013, pasando luego a dirigir por un año al Ticino Basket. En 2015 regresó a su país, con la intención de trabajar en la formación de jóvenes baloncestistas.

### Clubes
| Club                    | País      | Año       |
| ----------------------- | --------- | --------- |
| Regatas de San Nicolás  | Argentina | 1998-2001 |
| Lanús                   | Argentina | 2001-2002 |
| Belgrano de San Nicolás | Argentina | 2002-2003 |
| Pavia                   | Italia    | 2003-2008 |
| Eurobasket Broni        | Italia    | 2008-2009 |
| Basket Roveleto         | Italia    | 2009-2010 |